# Апокалиптика (фантастика)
Апокали́птика (от «апокалипсис») — жанр научной фантастики, в котором рассказывается о наступлении какой-либо глобальной катастрофы. Первые произведения этого жанра появились ещё в эпоху романтизма в самом начале XIX века, но настоящий расцвет жанра пришёлся на «холодную войну» (XX век), в связи с чем классический сюжет этого жанра повествует о термоядерной войне.
Среди прочих катастрофических сюжетов могут использоваться варианты нашествия инопланетян, восстания роботов, зомби-апокалипсиса, пандемии, извержения вулкана и т. п.

## История
Уже в 1805 году появилась поэма в прозе «Последний человек», написанная Жаном-Батистом Кузеном де Гренвилем, в которой технический прогресс приводит человечество к уничтожению. Тема была продолжена в романе Мэри Шелли «Последний человек» (1826), первом в длинном ряду о гибели человечества от эпидемии. В России тема «Последнего человека» (возможно, не без влияния Шелли) получила воплощение в стихах Баратынского («Последняя смерть», 1827) и Фета («Никогда», 1879).
В 1816 году вышла поэма Байрона «Тьма», которую позже стали считать профетическим описанием ядерной зимы.
На 1832 год газетами было назначено столкновение Земли с кометой Галлея — первая «научно предсказанная» космическая катастрофа. Эти толки отозвались в рассказах Эдгара По «Разговор Эйроса и Хармионы» (1839), Владимира Одоевского «Два дня в жизни земного шара» (1828 — комета проходит мимо, но спустя тысячи лет постаревшая Земля падает в Солнце), Михаила Погодина «Галеева комета» (1833), в отрывке Ивана Гурьянова «Комета 1832 года» (1832). Возможное столкновение с кометой популяризовал в статьях и в романе «Конец света» Камиль Фламмарион. Под его влиянием написаны роман Джорджа Гриффита «Ольга Романова» и рассказ Герберта Уэллса «Звезда».

## Произведения

#### Об инопланетном вторжении
- Герберт Уэллс — «Война миров»
- Грег Бир — «Божья кузница»

#### О термоядерной войне
- Герберт Уэллс — «Освобождённый мир»
- Невил Шют — «На берегу» (экранизация 1959 и 2000 года)
- Рэймонд Бриггс — «Когда дует ветер» (комикс, а также одноимённый анимационный фильм)
- Мордекай Рошвальд — «Уровень 7»
- Фёдор Березин — трилогия «Огромный чёрный корабль»
- Сергей Тармашев — «Древний. Катастрофа»
- Дмитрий Глуховский — «Метро 2033»

#### О техногенных катастрофах
- Уорд Мур — «Зеленее, чем ты думаешь»
- Курт Воннегут — «Колыбель для кошки»
- Джон Кристофер — «Смерть травы»
- Уолтер Тивис — «Новые измерения»

#### О природных катастрофах
- Дяченко, Марина и Сергей — «Армагед-дом»
- М. Ф. Шиль — «Багровое облако»
- Джон Кристофер — «Рваный край»
- Дафна Дюморье — «Птицы»
- Стивен Кинг — «Туман»
- Сакё Комацу — «Гибель дракона»
- Роберт Шекли — «Безымянная гора»
- Джон Уиндем — «День триффидов»

##### Потоп
- Гарретт Сервисс — «Второй потоп»
- Александр Громов — «Крылья черепахи»
- Джулия Бертанья — «Водный мир»

##### Новый ледниковый период
- Джон Кристофер — «Долгая зима»
- Александр Громов — «Мягкая посадка»
- Тармашев, Сергей — «Холод»

##### Эпидемии
- Джек Лондон — «Алая чума»
- Стивен Кинг — «Противостояние»
- Стивен Кинг — «Мобильник»

##### Космическое столкновение
- Филип Уайли, Эдвин Балмер — «Когда миры сталкиваются»
- Ларри Нивен, Джерри Пурнель — «Молот Люцифера»
- Остин Аткинсон — «Столкновение с Землёй»
- Владимир Михайлов — «Тело Угрозы»

##### Остывшее Солнце
- Герберт Уэллс — «Машина времени»
- Габриэль Тард — «Подземный человек»
- Эдмонд Гамильтон — «Город на краю света»

##### Об атомных катастрофах
- Сергей Лукьяненко — «Атомный сон»

##### О зомби
- Макс Брукс — «Мировая война Z»
- Джон Руссо — «Ночь живых мертвецов»
- Роберт Киркман — «Ходячие мертвецы»
- Андрей Круз — «Эпоха мёртвых», «Я еду домой»
- Майк Кэри[англ.] — «Дары Пандоры[англ.]»
- Юн Айвиде Линдквист — «Блаженны мёртвые»
- Мира Грант — «Корм[англ.]»
- А. Ли Мартинес[англ.] — «Адская закусочная Джила[англ.]»
- Сергей Лукьяненко — «Кваzи»

### Аниме и манга
- Эрго Прокси
- Волчий дождь
- Евангелион
- Навсикая из Долины ветров
- Пустынная крыса
- Dr. Stone

### Игры
- Первая линейка серии игр Half-Life — разрушение сверхсекретного научно-исследовательского комплекса в связи с неудачным научным экспериментом; вторжение инопланетных существ из параллельных миров
- MAD (англ. Mutually Assured Destruction — Гарантированное взаимное уничтожение, англ. mad — безумие)
- DEFCON — стратегическая игра, представляющая симулятор термоядерной войны
- Doom, Doom 2, Doom 3 — вторжение из параллельных миров
- Fallout — мир после атомной войны
- Tom Clancy’s The Division, Tom Clancy’s The Division 2 — шутер в сеттинге США после пандемии, вызванной биотеррористической атакой
- Frostpunk — градостроительный симулятор в сеттинге альтернативного 1886 года, где наступил новый ледниковый период.